# Atarashiki Nihongo Rock no Michi to Hikari
Atarashiki Nihongo Rokku No Michi To Hikari (新しき日本語ロックの道と光) foi o primeiro álbum da banda Sambomaster.

## Lista de Faixas
1. Itoshiki Hibi / 愛しき日々
2. Sono Nukumori ni Yō ga Aru (ALBUM VERSION)/そのぬくもりに用がある（アルバム・バージョン）
3. Hito wa Sore o Jōnetsu to Yobu / 人はそれを情熱と呼ぶ
4. Yogisha de Yatte Kita Aitsu / 夜汽車でやってきたアイツ
5. Zanzō / 残像
6. Kono Yo no Hate / この世の果て
7. Sayonara Baby (ALBUM VERSION) / さよならベイビー（アルバム・バージョン）
8. Oh Baby / Oh ベイビー
9. Soredemo Kamawanai / それでもかまわない
10. Asa / 朝